# Piekło

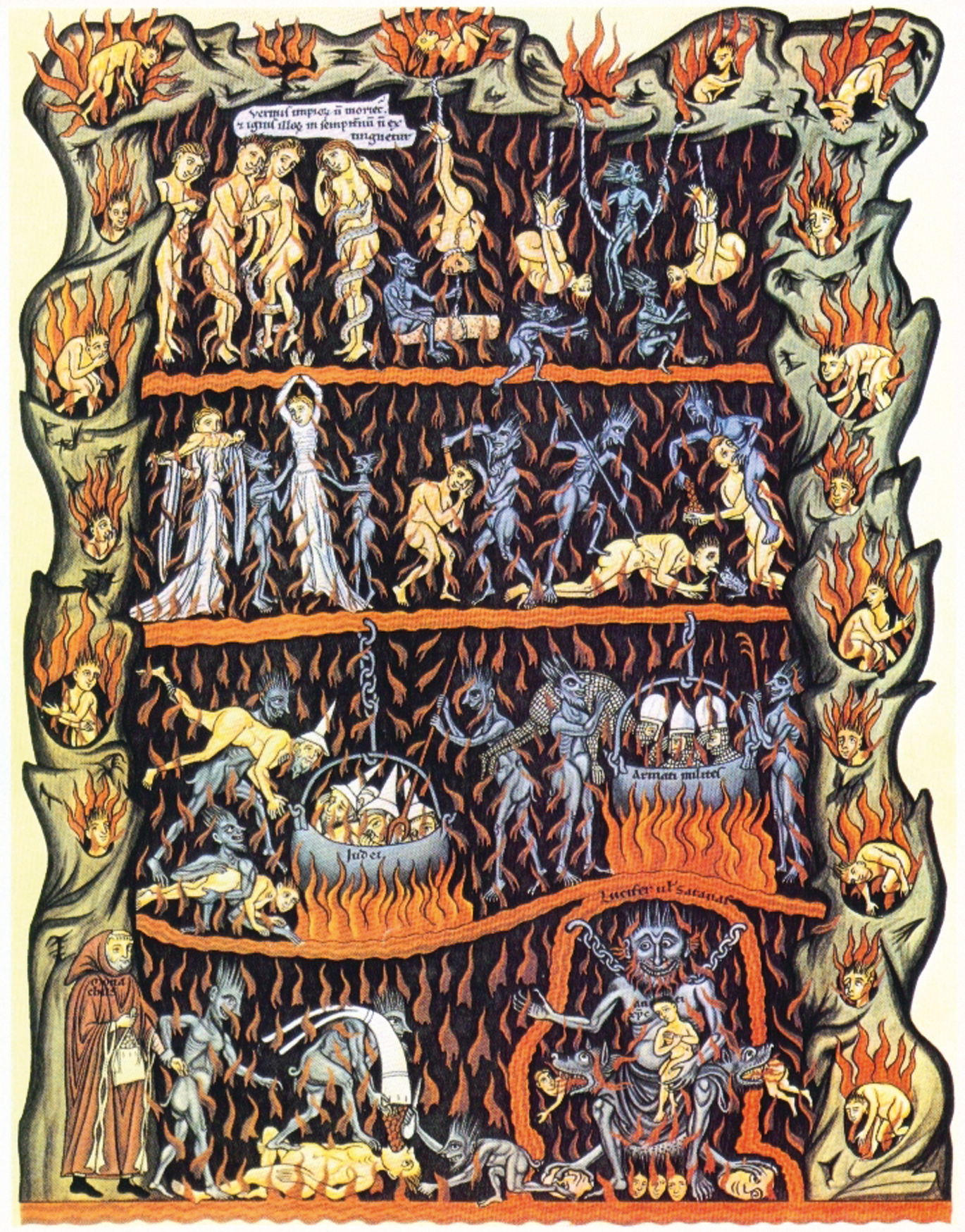
Średniowieczna ilustracja Piekła w Hortus deliciarum manuskrypcie Herrady z Landsbergu (około 1180 roku)

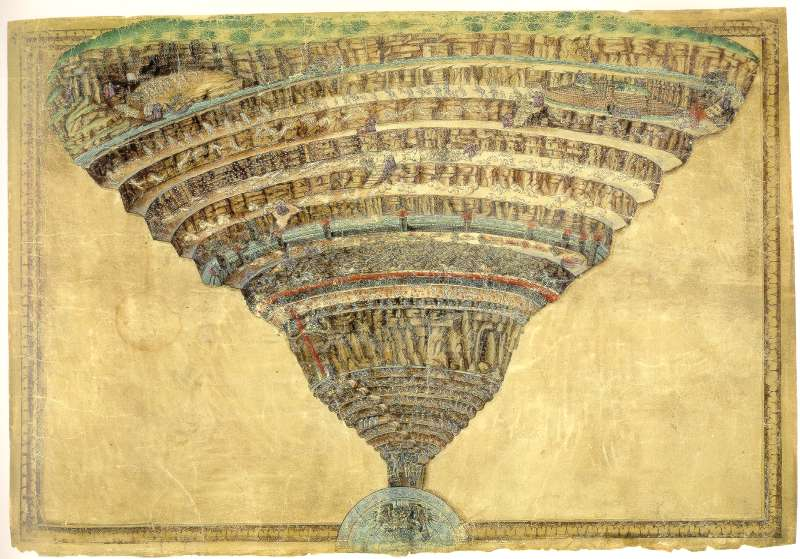
Otchłań Piekła, ilustracja Botticellego do Boskiej Komedii

Piekło – w eschatologiach religii uznających życie pozagrobowe – miejsce przebywania lub stan dusz zmarłych potępionych za grzechy lub winy wobec bogów popełnione na Ziemi.

## Wyobrażenie piekła w różnych systemach religijnych

### Religie pierwotne i starożytne
Według wielu religii pierwotnych i starożytnych, jak np. religia starożytnej Grecji zaświaty znajdowały się przeważnie pod ziemią – kraina Hadesa, a wyobrażenia doznawanych w nich kar były kształtowane na wzór doczesnych cierpień człowieka (głód, pragnienie, tortury, ból, płacz, niewola, strach etc.). Pod ziemią mieściła się także siedziba złych duchów.

### Judaizm
Według judaizmu, obok podziemnego miejsca do przebywania wszystkich zmarłych (szeol), istnieje miejsce kary dla potępionych (Gehenna).

### Chrześcijaństwo
Według chrześcijaństwa głównego nurtu (katolicyzm, prawosławie i protestantyzm) piekło jest stanem potępionych aniołów i zmarłych ludzi, na zawsze pozbawionych daru oglądania Boga (poena damni), dręczonych cierpieniami fizycznymi (poena sensus), czyli męka ognia, na temat której Kościół nie wypowiadał się oficjalnie. Przez długie lata rozpowszechnione było, zarówno wśród katolików, jak i protestantów, dosłowne rozumienie ognia piekielnego jako powodującego cierpienia fizyczne. Przeciwne poglądy przedstawiało jedynie kilku ojców Kościoła jak Orygenes czy Ambroży z Mediolanu. W okresie nowożytnym o metaforycznym znaczeniu ognia piekielnego w Kościele katolickim przekonany był Ambrosius Catharinus (zm. w 1553), a w protestantyzmie m.in. Jan Kalwin (Institutio religionis christianae III,25,12).
Niektóre wyznania chrześcijańskie przyjmują również anihilacjonizm, w formie unicestwienia bezbożnych w jeziorze ognia (np. adwentyści dnia siódmego) lub całkowicie odrzucają koncepcję piekła jako miejsca ognistych mąk (np. Świadkowie Jehowy, którzy uważają je nie za miejsce mąk, a za wspólny grób ludzkości).

#### Adwentyzm
Według adwentystów Bóg byłby gorszy od Nerona, Hitlera i Stalina, gdyby skazywał ludzi na wieczne męczarnie. Szatan, propagując koncept wiecznego piekła, oskarża w ten sposób Boga o niezwykłe okrucieństwo. Ostatecznie szatan i jego aniołowie spłoną w jeziorze ognia, które nie będzie dosłownie trwać wiecznie, ale będzie wieczne w skutkach.

### Wyobrażenie piekła w Biblii

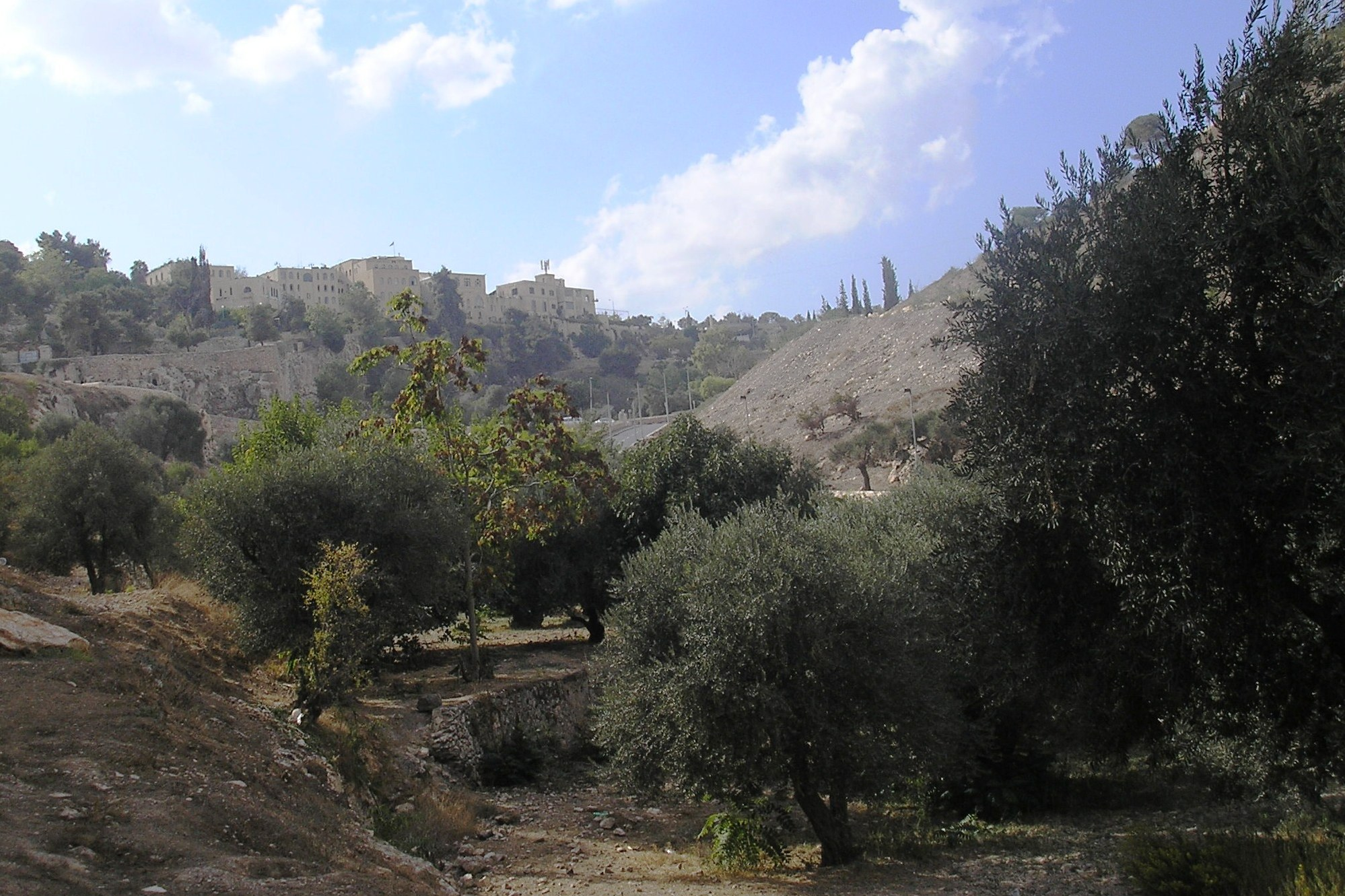
Ge Hinnom – Dolina Hinnom, 2007

Stary Testament
- Szeol[9]: Księga Rodzaju 37:35, 42:38, 44:29, 44:31, itd. (w języku greckim – Septuaginta – Szeol stał się Hades)
- Hinnom[10]: Jeremiasz 19:6, itd. (w języku greckim Ge Hinnom – Dolina Hinnom – stała się Gehenna).

Nowy Testament
- Hades[11]: Ewangelia Mateusza 11:23 16:18. Ewangelia Łukasza 10:15. Dzieje Apostolskie. 2:27,31. 1 Kor 15:55. Objawienie 1:18, 6:8 20:13,14
- Gehenna[12]: Ewangelia Mateusza 5:22,29,30, 10:28, 18:9, 23:15,33. Ewangelia Marka 9:43,45,47, Łukasz 12:5, Jakub 3:6.

### Islam
Według islamu piekło to miejsce, w którym ogień trawi skórę, po spaleniu odradzającą się na nowo. Niewierzący pozostaną w nim na wieki, wierzący, którzy do niego trafią za grzechy mają zawsze, prędzej czy później szansę na raj.

### Buddyzm
Według buddyzmu ogólna nazwa dla piekła to naraka. Naraka zawiera 16 piekieł (w tym 8 gorących i 8 zimnych), a chociaż okres przebywania w nich może być niezmiernie długi, to jednak jest ograniczony. Nauki o piekłach są interpretowane dosłownie, bądź jako symboliczne przedstawienie różnych stanów umysłu.

### Spirytyzm
Według teorii spirytyzmu, bazującej na przekazach duchów wyższych, zebranej w dziełach Allana Kardeca (zwłaszcza w dziele Niebo i piekło według spirytyzmu), piekło nie istnieje; dobry i sprawiedliwy Bóg nie mógłby skazywać żadnego ze swoich dzieci na wieczne męki; w spirytyzmie przyjmuje się, że dusze wciąż się doskonalą poprzez kolejne wcielenia i każda z nich otrzymuje zawsze szansę na poprawę.

## Wizje piekła w sztuce

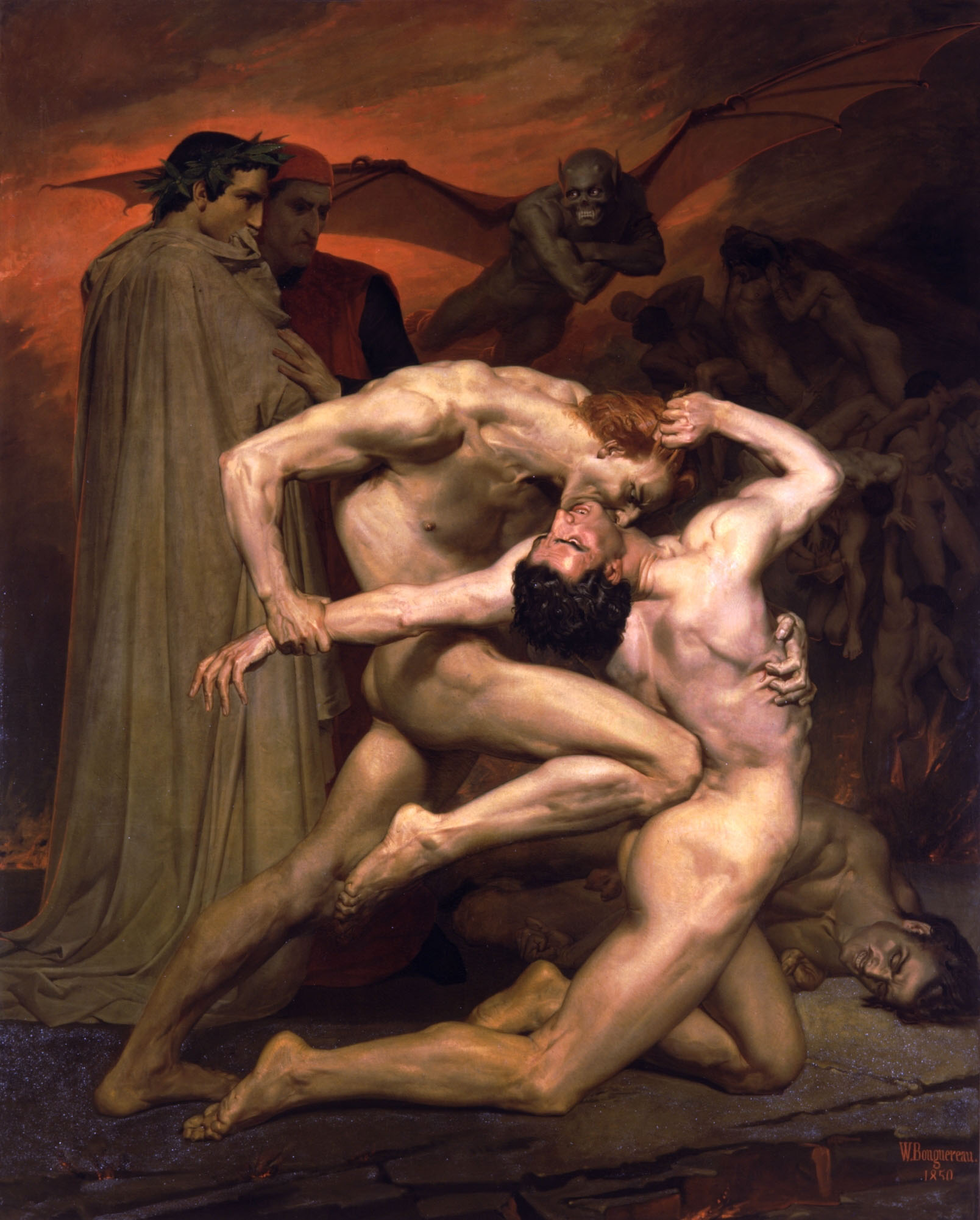
Dante i Wirgiliusz w piekle – obraz William-Adolphe'a Bouguereau

W malarstwie wizerunki piekła z dużą ekspresją przedstawiał m.in. Hieronim Bosch i Hans Memling.
Najbardziej znany literacki obraz piekła zawiera Boska Komedia Dantego. Piekło jako abstrakcyjne miejsce, gdzie człowiek może trafić w już życiu doczesnym, stało się głównym tematem Sezonu w piekle Arthura Rimbauda. Opisem rzekomego pobytu w piekle jest książka protestanta Billa Wiese pt. 23 minuty w piekle.
W muzyce jednym z bardziej znanych tytułów jest Orfeusz w piekle Offenbacha, jednak piekło offenbachowskie znacznie odbiega od standardowych jego wyobrażeń. W operetce jest to siedziba bogów utożsamianych zresztą z paryskim establishmentem z czasów kompozytora.
Piekło (i jego mieszkańcy) są częstym tematem przysłów.